# Berta Ayancán
Berta Ayancán Igor (Puerto Octay, Chile; 1 de mayo de 1958) es una pintora chilena.
De formación autodidacta, se ha dedicado a la pintura ingenua. Realizó estudios de grabado con el profesor Osvaldo Thiers en la Universidad de Los Lagos, Chile. Además ha realizado una activa labor como gestora cultural en su región natal, formó el grupo Blanco y Negro en Osorno, que funcionó entre 1996 y 1997.

## Características de su pintura
La artista trabaja de preferencia el acrílico sobre tela y madera y realiza amplios murales que decoran importantes instituciones de las ciudades de Osorno, Santiago de Chile y Cerros de Valparaíso como Cerro Polanco y Cerro Bellavista.
Sus cuadros, dan cuenta de escenas urbanas y cuentos mitológicos, donde las figuras humanas de rasgos autóctonos y grandes ojos, siempre miran de frente mientras participan en fiestas y carnavales. Decorados, animales y flores llenan todos los espacios y otorgan un carácter infantil a las obras.

## Premios y distinciones
- 1990 — Encargo de confección de Tapiz para Amnesty International.
- 1991 — Mención Honrosa en Concurso Faena por el Pescador, Talcahuano, Chile.
- 1991 — Mención Honrosa en América, Ayer y Hoy, Instituto Cultural de Las Condes
- 1991 — Primer Premio Salón de Pintores Ingenuos, Palacio de La Alhambra, Sociedad Nacional de Bellas Artes
- 1993 — Tercer Premio Pintura Religiosa, Colegio Santa Marta de Osorno, Chile.
- 1994 — mención Honrosa en Concurso Valdivia y su Río, Chile.
- 1995 — tercer Premio Concurso Sueños del Sur, Colegio Alemán, Osorno, Chile.
- 1996 — Beca FONDART, Chile.
- 1998 — Mención Honrosa Pintura Mística Religiosa, X región, Chile.
- 2002 — Mención Honrosa, Primer Concurso de Pinturas Decorativas, Acrilex, Santiago, Chile.
- 2002 — Mención Honrosa Concurso De la Sartén a la Tela, Galería Matthei, Santiago, Chile.
- 2006 — Premio de Arte Elena Caffarena, Secretaría Nacional de la Mujer, SERNAM regional, Puerto Montt, Chile.
- 2006 — Mención Honrosa Concurso Escaños de Arte para la Ciudad de Puerto Varas, Chile.
- 2006 — Premio FONDART proyecto Iglesias de Chiloé, Patrimonio de la Humanidad, Chile.
- 2009 — Premio de Artes Visuales por la exposición Iglesias de Chiloé patrimonio de la Humanidad del Círculo de Críticos de Arte de Valparaíso, Chile

## Exposiciones Individuales
- 1988 — Sala Tucán, Barrio Bellavista, Santiago de Chile, Chile.
- 1989 — Tapices, Ilustre Municipalidad de Puerto Varas, Chile.
- 1989 — Tapices, Sala Hardy Wistuba, Puerto Montt, Chile
- 1989 — Tapices, Sala Centro Cultural de Osorno, Chile.
- 1991 — Óleos, Sala Club Alemán de Osorno
- 1991 — Óleos, Instituto Chileno Británico de Cultura, Concepción, Chile.
- 1991 — Óleos Sala Ilustre Municipalidad de Talcahuano, Chile.
- 1992 — Óleos, Sala Imagen, Instituto Cultural de Providencia, Chile.
- 1993 — Galería Lawrence, Santiago, Chile.
- 1993 — Sala Unesco, Santiago, Chile.
- 1993 — Sala Bosque Nativo, Puerto Varas, Chile.
- 1995 — Sala Cipriani, Santiago, Chile.
- 1995 — Sala Negra del Instituto Chileno Norteamericano, Santiago, Chile
- 1995 — Tapices, Sala Hotel Puyehue, Osorno, Chile.
- 1995 — Óleos, Sala Hardy Wistuba, Puerto Montt, Chile
- 1995 — Tapices y Óleos, Sala Imagen, Instituto Cultural de Providencia, Santiago, Chile
- 1996 — Óleos, Sala Ilustre Municipalidad de Puerto Varas, Chile.
- 1996 — Óleos, Sala Negra, Instituto Chileno Norteamericano, Santiago, Chile.
- 1998 — Sala Instituto Chileno Norteamericano de Cultura, Concepción, Chile.
- 1998 — Sala Tomm Pub, Barrio Bellavista, Santiago.
- 1998 — Salón de Honor, Congreso Nacional de Valparaíso.
- 2001 — Galería Modigliani, Viña del Mar, Chile.
- 2002 — Purgatorio, Galería de Arte del Hotel San Francisco, Santiago, Chile.
- 2004 — Leche de Mujer, Hotel Neruda, Santiago, Chile.
- 2007 — Iglesias de Chiloé Patrimonio de la Humanidad, Centro Cultural Estación, Puerto Varas, Chile.
- 2008 — Iglesias de Chiloé Patrimonio de la Humanidad, Galería de Arte Modigliani, Viña del Mar, Chile.
- 2009 — Iglesias de Chiloé Patrimonio de la Humanidad, Hotel Plaza San Francisco, Santiago, Chile.

## Exposiciones Colectivas
- 1997 — El Rincón del Artista, Instituto Cultural de Providencia, Santiago, Chile
- 1998 — Artistas del Sur, Instituto Cultural de Providencia, Santiago, Chile.
- 2002 — Acrilex, Primer Concurso Nacional de Pinturas Decorativas, Santiago, Chile
- 2002 — De la Sartén a la Tela, Galería de Arte Matthey, Santiago, Chile.
- 2003 — Valparaíso, Patrimonio de la Humanidad, Galería Bucarest, Santiago.
- 2006 — Concurso Escaños de Arte para la Ciudad de Puerto Varas, Chile.

## Obras en colecciones públicas
- Liceo Carmela Carvajal, Osorno, Chile
- Mercado de Osorno, Chile
- Liceo Eleuterio Ramírez de Osorno, Chile
- Liceo Rahue de Osorno, Chile
- Museo Cielo Abierto de Valparaíso, Chile
- Cerro Polanco, Valparaíso, Chile